# Chilelopsis puertoviejo
Chilelopsis puertoviejo is een spinnensoort in de taxonomische indeling van de bruine klapdeurspinnen (Nemesiidae).
Chilelopsis puertoviejo werd in 1995 beschreven door Goloboff.